# Dylan Gyori
Dylan Gyori (* 20. Februar 1979 in Rimbey, Alberta) ist ein ehemaliger kanadischer Eishockeyspieler (Stürmer), der zuletzt bei den Dresdner Eislöwen in der 2. Bundesliga unter Vertrag stand.

## Karriere
Gyori begann seine Karriere in der Saison 1994/95 in der Western Hockey League bei den Tri-City Americans, bei denen er bis zur Saison 1998/99 spielte. In der Saison 1999/00 wechselte er zu den Richmond Renegades in die East Coast Hockey League und hatte noch im gleichen Jahr einige Einsätze bei den Wilkes-Barre/Scranton Penguins in der American Hockey League, zu denen er zur Saison 2000/01 auch wechselte.
Zu Beginn der Saison 2001/02 unterschrieb Gyori einen Vertrag bei den Wheeling Nailers, die er nach der Saison verließ, um zum Ligakonkurrenten Roanoke Express zu wechseln. Im gleichen Jahr stand Gyori später bei den Utah Grizzlies in der AHL unter Vertrag, bevor er zur Saison 2003/04 nach Finnland ging, wo er acht Spiele für Tappara Tampere in der SM-liiga bestritt, nach denen er sich erneut den Grizzlies anschloss. Nachdem er einige Zeit in der AHL verbracht hatte, zog es ihn zurück in die ECHL, wo er die Saison bei den Idaho Steelheads zu Ende spielte.
Nach seinen ersten Erfahrungen in Europa unterschrieb Gyori beim REV Bremerhaven einen Vertrag für die Saison 2004/05 in der 2. Bundesliga, den er später um ein Jahr verlängerte. Nachdem er in Bremerhaven sehr gute Leistungen gezeigt hatte, wurde der EHC München auf Gyori aufmerksam und sicherte sich seine Dienste für die Saison 2006/07, wo er die hohen Erwartungen erfüllte. Nach einem Jahr in München wechselte er allerdings zum Ligakonkurrenten Kassel Huskies, wo er unter anderem wegen Verletzungspechs nicht an seine Vorjahresform anknüpfen konnte.
Ab der Saison 2008/09 spielte Gyori wieder beim EHC München und lief mit der Rückennummer 15 auf. Für die Spielzeit 2011/12 wurde er von den Hannover Indians verpflichtet. Im Herbst 2012 erhielt er einen Vertrag über einen Monat Laufzeit bei den Indians und war nach Ablauf dessen vereinslos. Im Januar 2013 wurde Gyori von den Dresdner Eislöwen als Ersatz für den verletzten Patrick Jarrett unter Vertrag genommen. Am Ende der Saison 2012/13 beendete er seine Karriere.

## Erfolge und Auszeichnungen
- 2002 Teilnahme am ECHL All-Star Game
- 2004 Kelly-Cup-Gewinn mit den Idaho Steelheads

## Karrierestatistik
(Legende zur Spielerstatistik: Sp oder GP = absolvierte Spiele; T oder G = erzielte Tore; V oder A = erzielte Assists; Pkt oder Pts = erzielte Scorerpunkte; SM oder PIM = erhaltene Strafminuten; +/− = Plus/Minus-Bilanz; PP = erzielte Überzahltore; SH = erzielte Unterzahltore; GW = erzielte Siegtore; 1 Play-downs/Relegation; Kursiv: Statistik nicht vollständig)